# Campylotingis
Campylotingis is een geslacht van wantsen uit de familie van de Tingidae (Netwantsen). Het geslacht werd voor het eerst wetenschappelijk beschreven door Drake & Bondar in 1932.

## Soorten
Het genus bevat de volgende soorten:

- Campylotingis bondari (Drake, 1930)
- Campylotingis carvalhoi Drake & Hambleton, 1938
- Campylotingis clara Drake & Hambleton, 1942
- Campylotingis clavata Drake & Hambleton, 1939
- Campylotingis genetica Drake & Hambleton, 1942
- Campylotingis hondari (Drake)
- Campylotingis integra Drake & Hambleton, 1942
- Campylotingis jansoni (Drake, 1922)
- Campylotingis lenatis Drake, 1935
- Campylotingis levis Drake & Hambleton, 1942
- Campylotingis machaerii Drake & Hambleton, 1934
- Campylotingis mollicula (Drake, 1922)
- Campylotingis mollis Drake & Bondar, 1932
- Campylotingis prudens Drake & Hambleton, 1938
- Campylotingis tantilla Drake, 1935